# テナントウォーズ
『テナントウォーズ』（英題:Top Shop）は、1998年2月11日にKIDから発売されたPlayStationとセガサターン用ボードゲーム。

## 概要
ショッピングセンターのような大きな建物を舞台に、「テナント」を出店し在庫を売り、総資産数を競うシミュレーションボードゲーム。
類似しているゲームとして、「いただきストリートシリーズ」（アスキー・メディアワークス）、「ザ・タワーシリーズ」がある。前者はサイコロを回してテナントを設置して競うという点では同じであり、後者はプレイ画面や一部システムがほぼ同じである。よって、このゲームは、いただきストリートのようなボードゲーム的要素が強いザ・タワーだと考えればよい。
1999年7月22日に、SuperLite 1500シリーズから「テナントウォーズα」の名で廉価版が発売された。

## ゲームシステム
1～8が描かれている鉛筆型のサイコロを回して、その回ごと進むマスを決める。鉛筆には「E」というイベントもある 。
どのステージも、左右両側に4マス、1階中央のマスには「銀行」、2階以上の中央のマスは「エレベーター」が置かれている。銀行は、通過するだけで設置したテナントに応じた給料が支給されるほか、ちょうどとまることができればポイントが貰え、ポイントの数により、金がもらえる、他プレーヤーのテナントをのっとる、などのイベントを起こすこともできる。エレベーターを使用するかどうかプレーヤー自身で選択でき、使用する場合はランダムに階を移動する（その階に留まる場合もある）。
他プレーヤーのテナントに止まった場合「買い物」をすることができる。レベル1のテナントで最大3つの「在庫」を置くことが出来、1回の買い物では2つまで購入できる。この時、ランダムで「キャッシュバック」が発生し購入金額の2倍が返金されることがある。もし、テナントの在庫が無くなった場合は、最後に買い尽くしたプレーヤーがテナントを乗っ取ることができる（すでにそのエリアにテナントをおいている場合は、そのテナントのみ）。プレーヤー自身のテナントに止まった場合は、自分のテナントに「仕入れ」をすることができる。
設置出来るテナントは全44種で、その中の11種が実在店舗。
エリアごとに設置できる店舗は4パターンに限られている。1人のプレーヤーが設置できるのも、ひとつのエリアに1パターンのテナントのみ。
たとえば、同じプレーヤーが同じエリアで複数のパターンのテナントを設置することは出来ない。その場合は、すでに設置しているテナントのみ設置できる。
同じエリアにテナントを持つとそのテナントを拡張でき、4マス分（レベル4）まで最大で拡張できる。隣り合わない場合はレベル1のテナントを2つもつということになる。テナントを拡張すればより高額の商品を置けるようになり、在庫の枠も拡張できる。

## 登場キャラクター
ニャン吉
黄色の猫。語尾に「～にゃん」とつける。小さな赤い車に乗っている。
まいこ
女子高生。コギャルという設定。
じゅん
ベージュ色のニット帽子を被り、スケートボードに乗っている。
ゆうこ
グミ丸

## 登場する実在店舗・企業
実在店舗は、1エリアに1つのみ登場する。
- TSUTAYA（カルチュア・コンビニエンス・クラブ）
- ロッテリア
- マツモトキヨシ
- 洋服の青山
- デニーズ
- エイチ・アイ・エス
- まんがの森

など11社。